# Tour de Romandie 2019

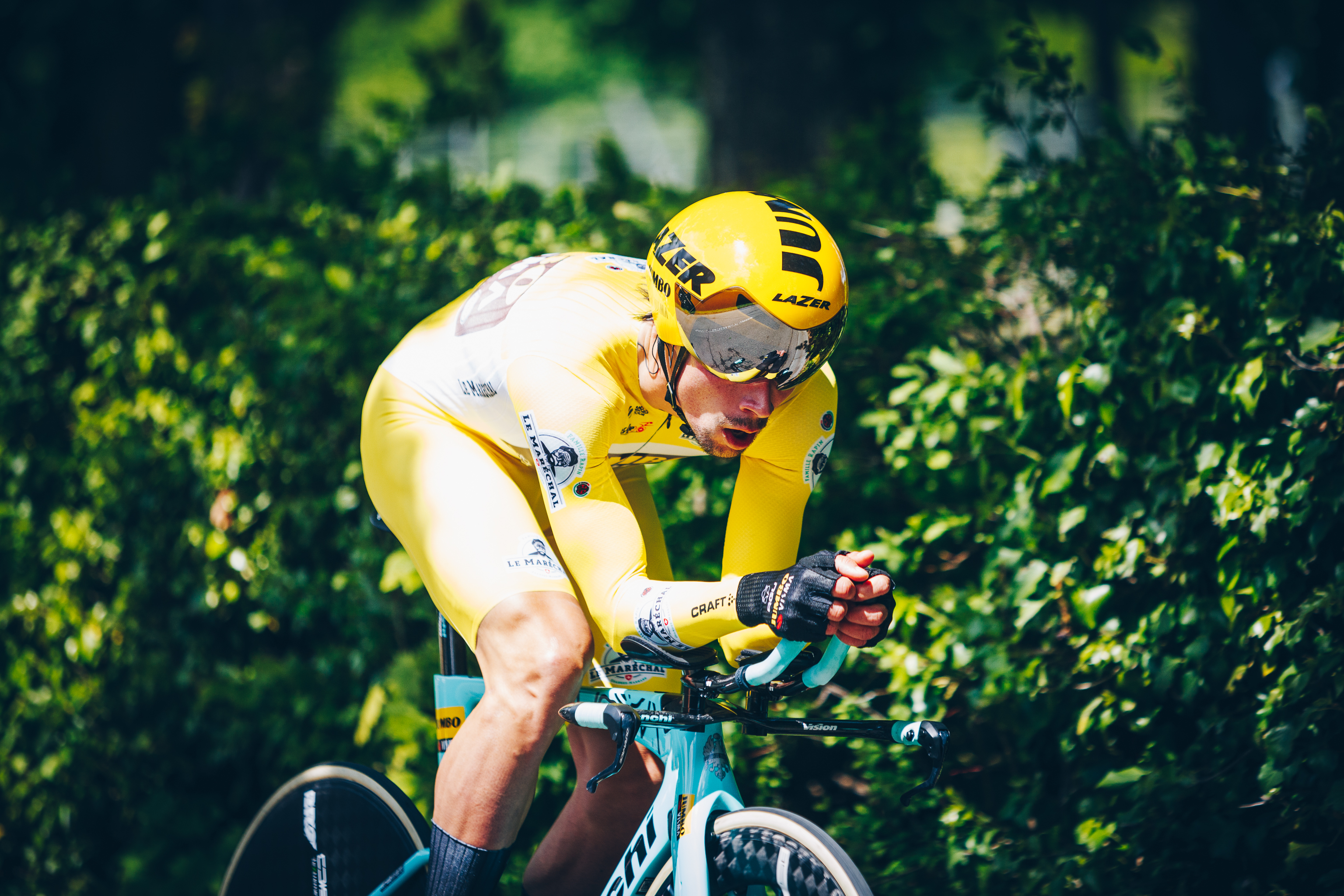
Primož Roglič lors de la dernière étape.

Le Tour de Romandie 2019 est la 73e édition de cette course cycliste sur route masculine. La compétition a lieu du 30 avril au 5 mai 2019 en Suisse, entre Neuchâtel et Genève. Le parcours consiste en un prologue et 5 étapes en ligne, sur une distance totale de 699,52 kilomètres.
C'est la 21e épreuve de l'UCI World Tour 2019, le calendrier le plus important du cyclisme sur route.

## Présentation

### Parcours
Comme lors des dernières saisons, le Tour de Romandie commence par un prologue à Neuchâtel de 3,7 kilomètres, favorables aux routier-sprinteurs.
Après le prologue, le peloton quitte Neuchâtel pour une étape vallonnée de 168,4 kilomètres en direction de La Chaux-de-Fonds, avec cinq ascensions de deuxième catégorie au programme, rappelant les classiques ardennaises et une arrivée sur le plat.
La deuxième étape est favorable aux sprinteurs, s'ils parviennent à passer les deux difficultés placées dans les 20 derniers kilomètres, avant l'arrivée à Morges après 174,4 kilomètres. L'étape suivante est tracée autour de Romont contient une montée de 6 kilomètres dans les 10 derniers kilomètres, tandis que l'avant-dernière étape offre aux grimpeurs l'occasion principale de briller, avec une montée de 10 kilomètres jusqu'à l’arrivée à Torgon.
Un contre-la-montre plat de 16,5 kilomètres à Genève clôt la course.

### Équipes
Le Tour de Romandie étant une manche du World Tour, les dix-huit WorldTeams participent à la course. L'équipe belge Wanty-Groupe Gobert est la seule équipe continentale professionnelle invitée, alors qu'une équipe suisse complète la liste de participants, de sorte que vingt équipes prennent part à la course.
| WorldTeams (18)- AG2R La Mondiale - Astana - Bahrain-Merida - Bora-hansgrohe - CCC Team - Deceuninck-Quick Step - Dimension Data - EF Education First - Groupama-FDJ - Team Jumbo-Visma - Katusha-Alpecin - Lotto Soudal - Mitchelton-Scott - Movistar Team - Ineos - Team Sunweb - Trek-Segafredo - UAE Team Emirates Équipe continentale professionnelle- Wanty-Groupe Gobert Équipe nationale- Suisse |
| |

### Favoris et principaux participants
Le favori de la course est le tenant du titre Primož Roglič (Jumbo-Visma). Il court l'épreuve en préparation du Tour d'Italie et il a remporté les deux seules courses qu'il a disputées cette année, à savoir le Tour des Émirats arabes unis et Tirreno-Adriatico. Il est notamment accompagné par son coéquipier Steven Kruijswijk, également considéré comme un candidat à la victoire.
Les principaux outsiders sont le vainqueur du Tour de France 2018, Geraint Thomas (Team Ineos), Daniel Martinez (EF Education First) et Emanuel Buchmann (Bora-Hansgrohe), récent troisième du Tour du Pays basque,.

## Étapes

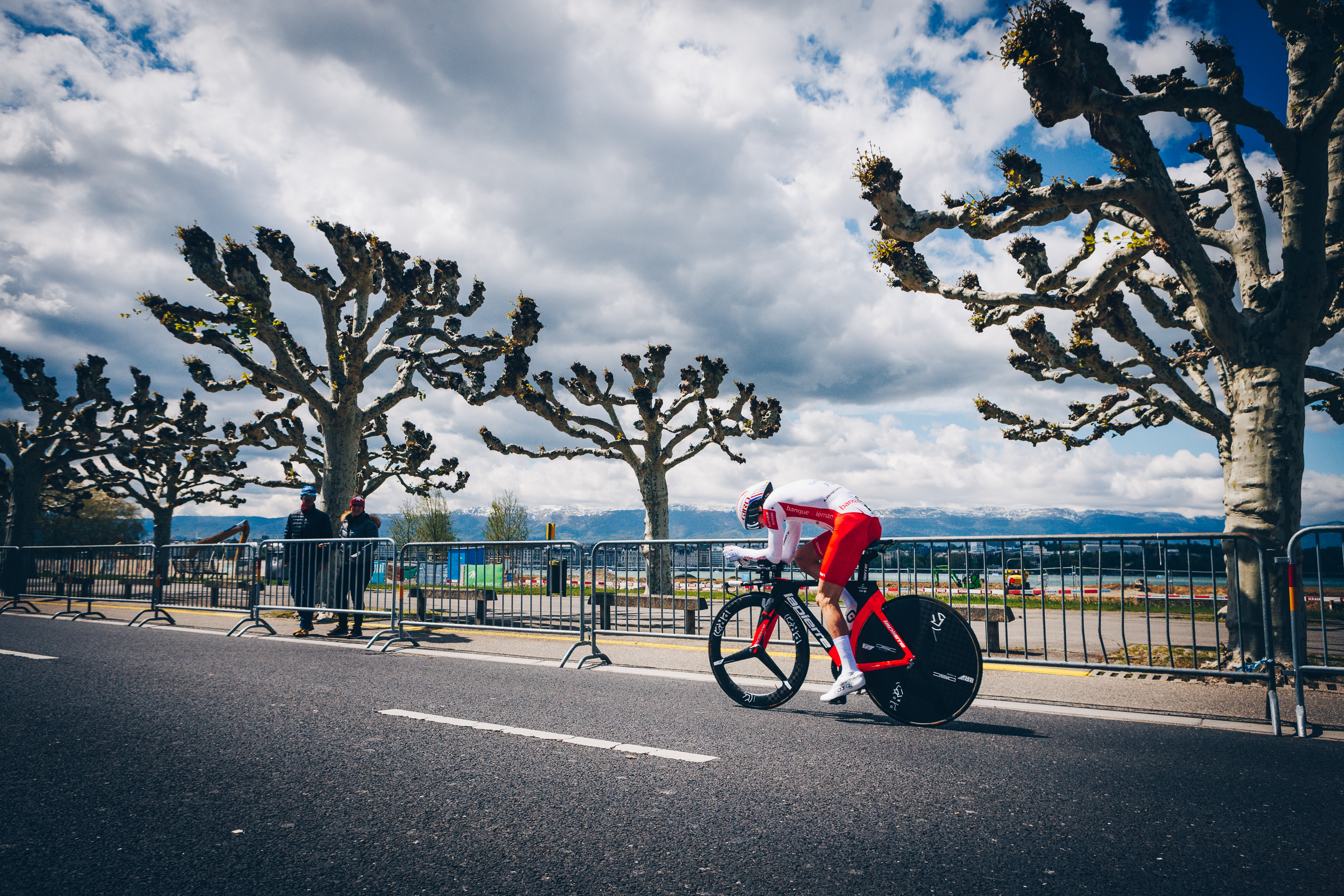
David Gaudu lors du contre-la-montre de la dernière étape.

| Étape     | Date    | Villes étapes                 | type                        | Distance (km) | Vainqueur d'étape | Leader du classement général |
| --------- | ------- | ----------------------------- | --------------------------- | ------------- | ----------------- | ---------------------------- |
| Prologue  | 30 avr. | Neuchâtel – Neuchâtel         | prologue                    | 3,87          | Jan Tratnik       | Jan Tratnik                  |
| 1re étape | 1 mai   | Neuchâtel – La Chaux-de-Fonds | étape de moyenne montagne   | 168,4         | Primož Roglič     | Primož Roglič                |
| 2e étape  | 2 mai   | Le Locle – Morges             | étape de moyenne montagne   | 174,4         | Stefan Küng       | Primož Roglič                |
| 3e étape  | 3 mai   | Romont – Romont               | étape de montagne           | 160           | David Gaudu       | Primož Roglič                |
| 4e étape  | 4 mai   | Lucens – Torgon               | étape de montagne           | 107,6         | Primož Roglič     | Primož Roglič                |
| 5e étape  | 5 mai   | Genève – Genève               | contre-la-montre individuel | 16,85         | Primož Roglič     | Primož Roglič                |

## Déroulement de la course

### Prologue
| \| Classement de l'étape \| Classement de l'étape \| Classement de l'étape \| Classement de l'étape \| Classement de l'étape \| \| Coureur \| Coureur \| Pays \| Équipe \| Temps \| \| --------------------- \| --------------------- \| --------------------- \| --------------------- \| --------------------- \| \| 1er \| Jan Tratnik \| Slovénie \| Bahrain-Merida \| 5 min 06 s \| \| 2e \| Primož Roglič \| Slovénie \| Team Jumbo-Visma \| + 1 s \| \| 3e \| Tom Bohli \| Suisse \| UAE Team Emirates \| + 1 s \| \| 4e \| Tony Martin \| Allemagne \| Team Jumbo-Visma \| + 4 s \| \| 5e \| Geraint Thomas \| Royaume-Uni \| Team Ineos \| + 4 s \| \| 6e \| Alex Dowsett \| Royaume-Uni \| Katusha-Alpecin \| + 4 s \| \| 7e \| Stefan Küng \| Suisse \| Groupama-FDJ \| + 5 s \| \| 8e \| Carlos Betancur \| Colombie \| Movistar Team \| + 5 s \| \| 9e \| Maciej Bodnar \| Pologne \| Bora-Hansgrohe \| + 5 s \| \| 10e \| Rui Costa \| Portugal \| UAE Team Emirates \| + 5 s \| |                 |             |                   |            |
| |                 |             |                   |            |
| Source : ProCyclingStats |                 |             |                   |            |
| Classement de l'étape |                 |             |                   |            |
| Coureur | Coureur         | Pays        | Équipe            | Temps      |
| 1er | Jan Tratnik     | Slovénie    | Bahrain-Merida    | 5 min 06 s |
| 2e | Primož Roglič   | Slovénie    | Team Jumbo-Visma  | + 1 s      |
| 3e | Tom Bohli       | Suisse      | UAE Team Emirates | + 1 s      |
| 4e | Tony Martin     | Allemagne   | Team Jumbo-Visma  | + 4 s      |
| 5e | Geraint Thomas  | Royaume-Uni | Team Ineos        | + 4 s      |
| 6e | Alex Dowsett    | Royaume-Uni | Katusha-Alpecin   | + 4 s      |
| 7e | Stefan Küng     | Suisse      | Groupama-FDJ      | + 5 s      |
| 8e | Carlos Betancur | Colombie    | Movistar Team     | + 5 s      |
| 9e | Maciej Bodnar   | Pologne     | Bora-Hansgrohe    | + 5 s      |
| 10e | Rui Costa       | Portugal    | UAE Team Emirates | + 5 s      |

| \| Classement général \| Classement général \| Classement général \| Classement général \| Classement général \| \| Coureur \| Coureur \| Pays \| Équipe \| Temps \| \| ------------------ \| ------------------ \| ------------------ \| ------------------ \| ------------------ \| \| 1er \| Jan Tratnik \| Slovénie \| Bahrain-Merida \| 5 min 06 s \| \| 2e \| Primož Roglič \| Slovénie \| Team Jumbo-Visma \| + 1 s \| \| 3e \| Tom Bohli \| Suisse \| UAE Team Emirates \| + 1 s \| \| 4e \| Tony Martin \| Allemagne \| Team Jumbo-Visma \| + 4 s \| \| 5e \| Geraint Thomas \| Royaume-Uni \| Team Ineos \| + 4 s \| \| 6e \| Alex Dowsett \| Royaume-Uni \| Katusha-Alpecin \| + 4 s \| \| 7e \| Stefan Küng \| Suisse \| Groupama-FDJ \| + 5 s \| \| 8e \| Carlos Betancur \| Colombie \| Movistar Team \| + 5 s \| \| 9e \| Maciej Bodnar \| Pologne \| Bora-Hansgrohe \| + 5 s \| \| 10e \| Rui Costa \| Portugal \| UAE Team Emirates \| + 5 s \| |                 |             |                   |            |
| |                 |             |                   |            |
| Source : ProCyclingStats |                 |             |                   |            |
| Classement général |                 |             |                   |            |
| Coureur | Coureur         | Pays        | Équipe            | Temps      |
| 1er | Jan Tratnik     | Slovénie    | Bahrain-Merida    | 5 min 06 s |
| 2e | Primož Roglič   | Slovénie    | Team Jumbo-Visma  | + 1 s      |
| 3e | Tom Bohli       | Suisse      | UAE Team Emirates | + 1 s      |
| 4e | Tony Martin     | Allemagne   | Team Jumbo-Visma  | + 4 s      |
| 5e | Geraint Thomas  | Royaume-Uni | Team Ineos        | + 4 s      |
| 6e | Alex Dowsett    | Royaume-Uni | Katusha-Alpecin   | + 4 s      |
| 7e | Stefan Küng     | Suisse      | Groupama-FDJ      | + 5 s      |
| 8e | Carlos Betancur | Colombie    | Movistar Team     | + 5 s      |
| 9e | Maciej Bodnar   | Pologne     | Bora-Hansgrohe    | + 5 s      |
| 10e | Rui Costa       | Portugal    | UAE Team Emirates | + 5 s      |

### 1reétape
| \| Classement de l'étape \| Classement de l'étape \| Classement de l'étape \| Classement de l'étape \| Classement de l'étape \| \| Coureur \| Coureur \| Pays \| Équipe \| Temps \| \| --------------------- \| --------------------- \| --------------------- \| --------------------- \| --------------------- \| \| 1er \| Primož Roglič \| Slovénie \| Team Jumbo-Visma \| 4 h 15 min 18 s \| \| 2e \| David Gaudu \| France \| Groupama-FDJ \| + 0 s \| \| 3e \| Rui Costa \| Portugal \| UAE Team Emirates \| + 0 s \| \| 4e \| Michael Woods \| Canada \| EF Education First \| + 0 s \| \| 5e \| Damien Howson \| Australie \| Mitchelton-Scott \| + 0 s \| \| 6e \| Carl Fredrik Hagen \| Norvège \| Lotto-Soudal \| + 0 s \| \| 7e \| Eduardo Sepúlveda \| Argentine \| Movistar Team \| + 0 s \| \| 8e \| Jan Hirt \| Tchéquie \| Astana \| + 0 s \| \| 9e \| Felix Großschartner \| Autriche \| Bora-Hansgrohe \| + 0 s \| \| 10e \| Guillaume Martin \| France \| Wanty-Gobert \| + 0 s \| |                     |           |                    |                 |
| |                     |           |                    |                 |
| Source : ProCyclingStats |                     |           |                    |                 |
| Classement de l'étape |                     |           |                    |                 |
| Coureur | Coureur             | Pays      | Équipe             | Temps           |
| 1er | Primož Roglič       | Slovénie  | Team Jumbo-Visma   | 4 h 15 min 18 s |
| 2e | David Gaudu         | France    | Groupama-FDJ       | + 0 s           |
| 3e | Rui Costa           | Portugal  | UAE Team Emirates  | + 0 s           |
| 4e | Michael Woods       | Canada    | EF Education First | + 0 s           |
| 5e | Damien Howson       | Australie | Mitchelton-Scott   | + 0 s           |
| 6e | Carl Fredrik Hagen  | Norvège   | Lotto-Soudal       | + 0 s           |
| 7e | Eduardo Sepúlveda   | Argentine | Movistar Team      | + 0 s           |
| 8e | Jan Hirt            | Tchéquie  | Astana             | + 0 s           |
| 9e | Felix Großschartner | Autriche  | Bora-Hansgrohe     | + 0 s           |
| 10e | Guillaume Martin    | France    | Wanty-Gobert       | + 0 s           |

| \| Classement général \| Classement général \| Classement général \| Classement général \| Classement général \| \| Coureur \| Coureur \| Pays \| Équipe \| Temps \| \| ------------------ \| ------------------- \| ------------------ \| --------------------- \| ------------------ \| \| 1er \| Primož Roglič \| Slovénie \| Team Jumbo-Visma \| 4 h 20 min 15 s \| \| 2e \| Rui Costa \| Portugal \| UAE Team Emirates \| + 10 s \| \| 3e \| David Gaudu \| France \| Groupama-FDJ \| + 12 s \| \| 4e \| Geraint Thomas \| Royaume-Uni \| Team Ineos \| + 13 s \| \| 5e \| Carlos Betancur \| Colombie \| Movistar Team \| + 14 s \| \| 6e \| Felix Großschartner \| Autriche \| Bora-Hansgrohe \| + 15 s \| \| 7e \| Steven Kruijswijk \| Pays-Bas \| Team Jumbo-Visma \| + 17 s \| \| 8e \| James Knox \| Royaume-Uni \| Deceuninck-Quick Step \| + 18 s \| \| 9e \| Damien Howson \| Australie \| Mitchelton-Scott \| + 18 s \| \| 10e \| Winner Anacona \| Colombie \| Movistar Team \| + 19 s \| |                     |             |                       |                 |
| |                     |             |                       |                 |
| Source : ProCyclingStats |                     |             |                       |                 |
| Classement général |                     |             |                       |                 |
| Coureur | Coureur             | Pays        | Équipe                | Temps           |
| 1er | Primož Roglič       | Slovénie    | Team Jumbo-Visma      | 4 h 20 min 15 s |
| 2e | Rui Costa           | Portugal    | UAE Team Emirates     | + 10 s          |
| 3e | David Gaudu         | France      | Groupama-FDJ          | + 12 s          |
| 4e | Geraint Thomas      | Royaume-Uni | Team Ineos            | + 13 s          |
| 5e | Carlos Betancur     | Colombie    | Movistar Team         | + 14 s          |
| 6e | Felix Großschartner | Autriche    | Bora-Hansgrohe        | + 15 s          |
| 7e | Steven Kruijswijk   | Pays-Bas    | Team Jumbo-Visma      | + 17 s          |
| 8e | James Knox          | Royaume-Uni | Deceuninck-Quick Step | + 18 s          |
| 9e | Damien Howson       | Australie   | Mitchelton-Scott      | + 18 s          |
| 10e | Winner Anacona      | Colombie    | Movistar Team         | + 19 s          |

### 2eétape
Un groupe de six coureurs se forme dans les cinq premiers kilomètres (Jorge Arcas, Frederik Backaert, Gediminas Bagdonas, Stefan Küng, Nathan Brown, Claudio Imhof) obtient jusqu'à 3 min 40 d'avance. Dans la côte de Reverolle, Küng attaque une première fois, Backaert et Bagdonas reste dans ses roues, Küng attaque une seconde fois à l'approche du sprint dans Cossonay et part en solitaire pour la gagne de l'étape avec une minute d'avance.
| \| Classement de l'étape \| Classement de l'étape \| Classement de l'étape \| Classement de l'étape \| Classement de l'étape \| \| Coureur \| Coureur \| Pays \| Équipe \| Temps \| \| --------------------- \| ---------------------- \| --------------------- \| --------------------- \| --------------------- \| \| 1er \| Stefan Küng \| Suisse \| Groupama-FDJ \| 4 h 10 min 59 s \| \| 2e \| Sam Bennett \| Irlande \| Bora-Hansgrohe \| + 59 s \| \| 3e \| Sonny Colbrelli \| Italie \| Bahrain-Merida \| + 59 s \| \| 4e \| Simone Consonni \| Italie \| UAE Team Emirates \| + 59 s \| \| 5e \| Elia Viviani \| Italie \| Deceuninck-Quick Step \| + 59 s \| \| 6e \| Patrick Bevin \| Nouvelle-Zélande \| CCC Team \| + 59 s \| \| 7e \| Michael Albasini \| Suisse \| Mitchelton-Scott \| + 59 s \| \| 8e \| Viatcheslav Kouznetsov \| Russie \| Katusha-Alpecin \| + 59 s \| \| 9e \| Giacomo Nizzolo \| Italie \| Dimension Data \| + 59 s \| \| 10e \| Andrea Pasqualon \| Italie \| Wanty-Gobert \| + 59 s \| |                        |                  |                       |                 |
| |                        |                  |                       |                 |
| Source : ProCyclingStats |                        |                  |                       |                 |
| Classement de l'étape |                        |                  |                       |                 |
| Coureur | Coureur                | Pays             | Équipe                | Temps           |
| 1er | Stefan Küng            | Suisse           | Groupama-FDJ          | 4 h 10 min 59 s |
| 2e | Sam Bennett            | Irlande          | Bora-Hansgrohe        | + 59 s          |
| 3e | Sonny Colbrelli        | Italie           | Bahrain-Merida        | + 59 s          |
| 4e | Simone Consonni        | Italie           | UAE Team Emirates     | + 59 s          |
| 5e | Elia Viviani           | Italie           | Deceuninck-Quick Step | + 59 s          |
| 6e | Patrick Bevin          | Nouvelle-Zélande | CCC Team              | + 59 s          |
| 7e | Michael Albasini       | Suisse           | Mitchelton-Scott      | + 59 s          |
| 8e | Viatcheslav Kouznetsov | Russie           | Katusha-Alpecin       | + 59 s          |
| 9e | Giacomo Nizzolo        | Italie           | Dimension Data        | + 59 s          |
| 10e | Andrea Pasqualon       | Italie           | Wanty-Gobert          | + 59 s          |

| \| Classement général \| Classement général \| Classement général \| Classement général \| Classement général \| \| Coureur \| Coureur \| Pays \| Équipe \| Temps \| \| ------------------ \| ------------------- \| ------------------ \| --------------------- \| ------------------ \| \| 1er \| Primož Roglič \| Slovénie \| Team Jumbo-Visma \| 8 h 32 min 13 s \| \| 2e \| Rui Costa \| Portugal \| UAE Team Emirates \| + 10 s \| \| 3e \| David Gaudu \| France \| Groupama-FDJ \| + 12 s \| \| 4e \| Geraint Thomas \| Royaume-Uni \| Team Ineos \| + 13 s \| \| 5e \| Carlos Betancur \| Colombie \| Movistar Team \| + 14 s \| \| 6e \| Felix Großschartner \| Autriche \| Bora-Hansgrohe \| + 15 s \| \| 7e \| Steven Kruijswijk \| Pays-Bas \| Team Jumbo-Visma \| + 17 s \| \| 8e \| James Knox \| Royaume-Uni \| Deceuninck-Quick Step \| + 18 s \| \| 9e \| Damien Howson \| Australie \| Mitchelton-Scott \| + 18 s \| \| 10e \| Winner Anacona \| Colombie \| Movistar Team \| + 19 s \| |                     |             |                       |                 |
| |                     |             |                       |                 |
| Source : ProCyclingStats |                     |             |                       |                 |
| Classement général |                     |             |                       |                 |
| Coureur | Coureur             | Pays        | Équipe                | Temps           |
| 1er | Primož Roglič       | Slovénie    | Team Jumbo-Visma      | 8 h 32 min 13 s |
| 2e | Rui Costa           | Portugal    | UAE Team Emirates     | + 10 s          |
| 3e | David Gaudu         | France      | Groupama-FDJ          | + 12 s          |
| 4e | Geraint Thomas      | Royaume-Uni | Team Ineos            | + 13 s          |
| 5e | Carlos Betancur     | Colombie    | Movistar Team         | + 14 s          |
| 6e | Felix Großschartner | Autriche    | Bora-Hansgrohe        | + 15 s          |
| 7e | Steven Kruijswijk   | Pays-Bas    | Team Jumbo-Visma      | + 17 s          |
| 8e | James Knox          | Royaume-Uni | Deceuninck-Quick Step | + 18 s          |
| 9e | Damien Howson       | Australie   | Mitchelton-Scott      | + 18 s          |
| 10e | Winner Anacona      | Colombie    | Movistar Team         | + 19 s          |

### 3eétape
| \| Classement de l'étape \| Classement de l'étape \| Classement de l'étape \| Classement de l'étape \| Classement de l'étape \| \| Coureur \| Coureur \| Pays \| Équipe \| Temps \| \| --------------------- \| --------------------- \| --------------------- \| --------------------- \| --------------------- \| \| 1er \| David Gaudu \| France \| Groupama-FDJ \| 3 h 50 min 53 s \| \| 2e \| Rui Costa \| Portugal \| UAE Team Emirates \| + 0 s \| \| 3e \| Primož Roglič \| Slovénie \| Team Jumbo-Visma \| + 0 s \| \| 4e \| Michael Woods \| Canada \| EF Education First \| + 0 s \| \| 5e \| Felix Großschartner \| Autriche \| Bora-Hansgrohe \| + 0 s \| \| 6e \| Guillaume Martin \| France \| Wanty-Gobert \| + 3 s \| \| 7e \| Emanuel Buchmann \| Allemagne \| Bora-Hansgrohe \| + 3 s \| \| 8e \| Davide Villella \| Italie \| Astana \| + 3 s \| \| 9e \| Carl Fredrik Hagen \| Norvège \| Lotto-Soudal \| + 3 s \| \| 10e \| Damien Howson \| Australie \| Mitchelton-Scott \| + 3 s \| |                     |           |                    |                 |
| |                     |           |                    |                 |
| Source : ProCyclingStats |                     |           |                    |                 |
| Classement de l'étape |                     |           |                    |                 |
| Coureur | Coureur             | Pays      | Équipe             | Temps           |
| 1er | David Gaudu         | France    | Groupama-FDJ       | 3 h 50 min 53 s |
| 2e | Rui Costa           | Portugal  | UAE Team Emirates  | + 0 s           |
| 3e | Primož Roglič       | Slovénie  | Team Jumbo-Visma   | + 0 s           |
| 4e | Michael Woods       | Canada    | EF Education First | + 0 s           |
| 5e | Felix Großschartner | Autriche  | Bora-Hansgrohe     | + 0 s           |
| 6e | Guillaume Martin    | France    | Wanty-Gobert       | + 3 s           |
| 7e | Emanuel Buchmann    | Allemagne | Bora-Hansgrohe     | + 3 s           |
| 8e | Davide Villella     | Italie    | Astana             | + 3 s           |
| 9e | Carl Fredrik Hagen  | Norvège   | Lotto-Soudal       | + 3 s           |
| 10e | Damien Howson       | Australie | Mitchelton-Scott   | + 3 s           |

| \| Classement général \| Classement général \| Classement général \| Classement général \| Classement général \| \| Coureur \| Coureur \| Pays \| Équipe \| Temps \| \| ------------------ \| ------------------- \| ------------------ \| ------------------ \| ------------------ \| \| 1er \| Primož Roglič \| Slovénie \| Team Jumbo-Visma \| 12 h 23 min 02 s \| \| 2e \| David Gaudu \| France \| Groupama-FDJ \| + 6 s \| \| 3e \| Rui Costa \| Portugal \| UAE Team Emirates \| + 8 s \| \| 4e \| Felix Großschartner \| Autriche \| Bora-Hansgrohe \| + 19 s \| \| 5e \| Geraint Thomas \| Royaume-Uni \| Team Ineos \| + 20 s \| \| 6e \| Carlos Betancur \| Colombie \| Movistar Team \| + 21 s \| \| 7e \| Damien Howson \| Australie \| Mitchelton-Scott \| + 25 s \| \| 8e \| Steven Kruijswijk \| Pays-Bas \| Team Jumbo-Visma \| + 27 s \| \| 9e \| Michael Woods \| Canada \| EF Education First \| + 28 s \| \| 10e \| Emanuel Buchmann \| Allemagne \| Bora-Hansgrohe \| + 29 s \| |                     |             |                    |                  |
| |                     |             |                    |                  |
| Source : ProCyclingStats |                     |             |                    |                  |
| Classement général |                     |             |                    |                  |
| Coureur | Coureur             | Pays        | Équipe             | Temps            |
| 1er | Primož Roglič       | Slovénie    | Team Jumbo-Visma   | 12 h 23 min 02 s |
| 2e | David Gaudu         | France      | Groupama-FDJ       | + 6 s            |
| 3e | Rui Costa           | Portugal    | UAE Team Emirates  | + 8 s            |
| 4e | Felix Großschartner | Autriche    | Bora-Hansgrohe     | + 19 s           |
| 5e | Geraint Thomas      | Royaume-Uni | Team Ineos         | + 20 s           |
| 6e | Carlos Betancur     | Colombie    | Movistar Team      | + 21 s           |
| 7e | Damien Howson       | Australie   | Mitchelton-Scott   | + 25 s           |
| 8e | Steven Kruijswijk   | Pays-Bas    | Team Jumbo-Visma   | + 27 s           |
| 9e | Michael Woods       | Canada      | EF Education First | + 28 s           |
| 10e | Emanuel Buchmann    | Allemagne   | Bora-Hansgrohe     | + 29 s           |

### 4eétape

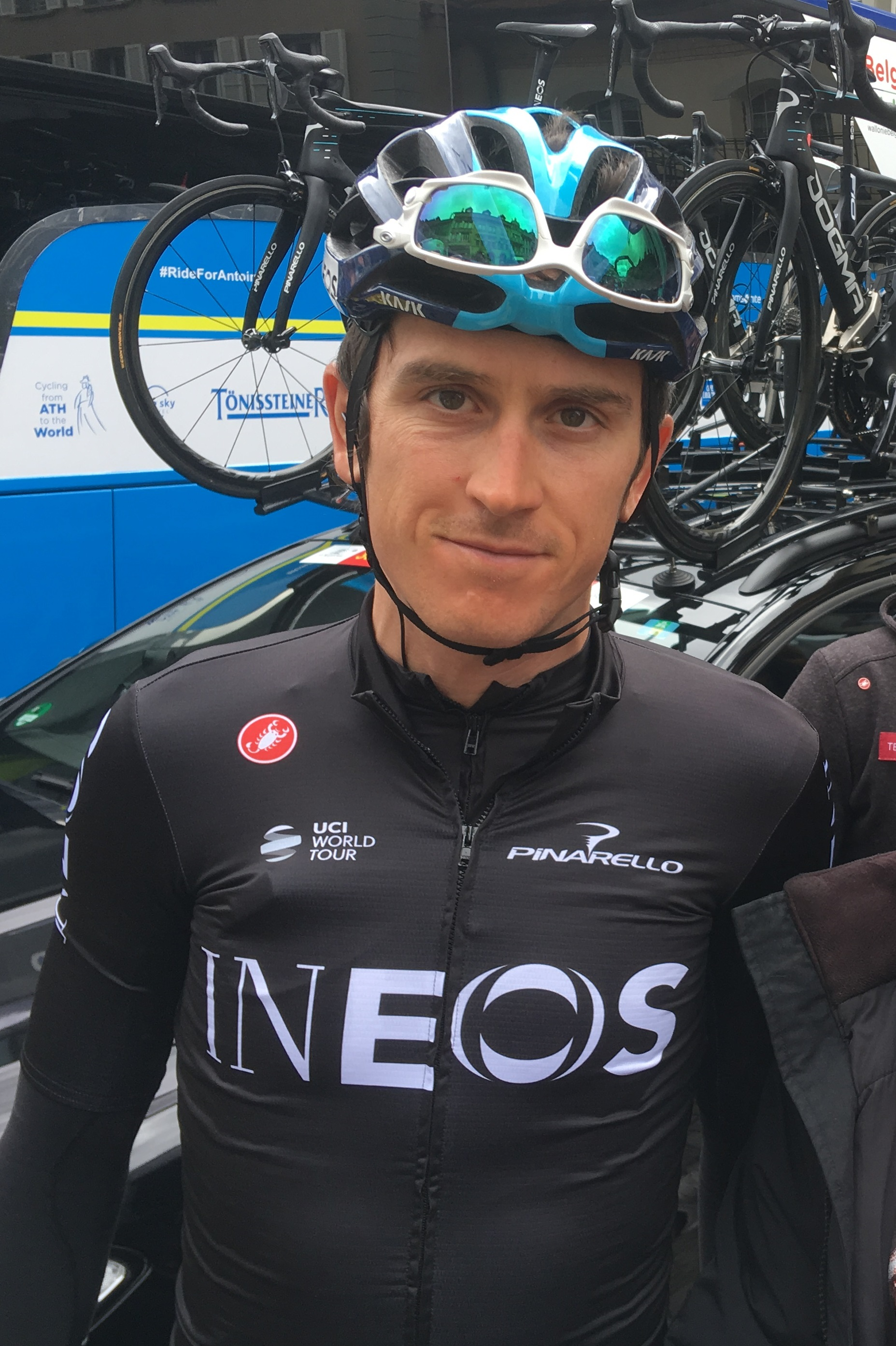
Geraint Thomas à Lucens avant la 4ème étape du Tour de Romandie 2019.

| \| Classement de l'étape \| Classement de l'étape \| Classement de l'étape \| Classement de l'étape \| Classement de l'étape \| \| Coureur \| Coureur \| Pays \| Équipe \| Temps \| \| --------------------- \| --------------------- \| --------------------- \| --------------------- \| --------------------- \| \| 1er \| Primož Roglič \| Slovénie \| Team Jumbo-Visma \| 2 h 42 min 21 s \| \| 2e \| Rui Costa \| Portugal \| UAE Team Emirates \| + 0 s \| \| 3e \| Geraint Thomas \| Royaume-Uni \| Team Ineos \| + 0 s \| \| 4e \| Michael Woods \| Canada \| EF Education First \| + 0 s \| \| 5e \| David Gaudu \| France \| Groupama-FDJ \| + 0 s \| \| 6e \| Felix Großschartner \| Autriche \| Bora-Hansgrohe \| + 0 s \| \| 7e \| Jan Hirt \| Tchéquie \| Astana \| + 0 s \| \| 8e \| Emanuel Buchmann \| Allemagne \| Bora-Hansgrohe \| + 0 s \| \| 9e \| Steven Kruijswijk \| Pays-Bas \| Team Jumbo-Visma \| + 0 s \| \| 10e \| Ilnur Zakarin \| Russie \| Katusha-Alpecin \| + 0 s \| |                     |             |                    |                 |
| |                     |             |                    |                 |
| Source : ProCyclingStats |                     |             |                    |                 |
| Classement de l'étape |                     |             |                    |                 |
| Coureur | Coureur             | Pays        | Équipe             | Temps           |
| 1er | Primož Roglič       | Slovénie    | Team Jumbo-Visma   | 2 h 42 min 21 s |
| 2e | Rui Costa           | Portugal    | UAE Team Emirates  | + 0 s           |
| 3e | Geraint Thomas      | Royaume-Uni | Team Ineos         | + 0 s           |
| 4e | Michael Woods       | Canada      | EF Education First | + 0 s           |
| 5e | David Gaudu         | France      | Groupama-FDJ       | + 0 s           |
| 6e | Felix Großschartner | Autriche    | Bora-Hansgrohe     | + 0 s           |
| 7e | Jan Hirt            | Tchéquie    | Astana             | + 0 s           |
| 8e | Emanuel Buchmann    | Allemagne   | Bora-Hansgrohe     | + 0 s           |
| 9e | Steven Kruijswijk   | Pays-Bas    | Team Jumbo-Visma   | + 0 s           |
| 10e | Ilnur Zakarin       | Russie      | Katusha-Alpecin    | + 0 s           |

| \| Classement général \| Classement général \| Classement général \| Classement général \| Classement général \| \| Coureur \| Coureur \| Pays \| Équipe \| Temps \| \| ------------------ \| ------------------- \| ------------------ \| ------------------ \| ------------------ \| \| 1er \| Primož Roglič \| Slovénie \| Team Jumbo-Visma \| 15 h 05 min 13 s \| \| 2e \| Rui Costa \| Portugal \| UAE Team Emirates \| + 12 s \| \| 3e \| David Gaudu \| France \| Groupama-FDJ \| + 16 s \| \| 4e \| Geraint Thomas \| Royaume-Uni \| Team Ineos \| + 26 s \| \| 5e \| Felix Großschartner \| Autriche \| Bora-Hansgrohe \| + 29 s \| \| 6e \| Steven Kruijswijk \| Pays-Bas \| Team Jumbo-Visma \| + 37 s \| \| 7e \| Michael Woods \| Canada \| EF Education First \| + 38 s \| \| 8e \| Emanuel Buchmann \| Allemagne \| Bora-Hansgrohe \| + 39 s \| \| 9e \| Carlos Betancur \| Colombie \| Movistar Team \| + 57 s \| \| 10e \| Simon Špilak \| Slovénie \| Katusha-Alpecin \| + 1 min 00 s \| |                     |             |                    |                  |
| |                     |             |                    |                  |
| Source : ProCyclingStats |                     |             |                    |                  |
| Classement général |                     |             |                    |                  |
| Coureur | Coureur             | Pays        | Équipe             | Temps            |
| 1er | Primož Roglič       | Slovénie    | Team Jumbo-Visma   | 15 h 05 min 13 s |
| 2e | Rui Costa           | Portugal    | UAE Team Emirates  | + 12 s           |
| 3e | David Gaudu         | France      | Groupama-FDJ       | + 16 s           |
| 4e | Geraint Thomas      | Royaume-Uni | Team Ineos         | + 26 s           |
| 5e | Felix Großschartner | Autriche    | Bora-Hansgrohe     | + 29 s           |
| 6e | Steven Kruijswijk   | Pays-Bas    | Team Jumbo-Visma   | + 37 s           |
| 7e | Michael Woods       | Canada      | EF Education First | + 38 s           |
| 8e | Emanuel Buchmann    | Allemagne   | Bora-Hansgrohe     | + 39 s           |
| 9e | Carlos Betancur     | Colombie    | Movistar Team      | + 57 s           |
| 10e | Simon Špilak        | Slovénie    | Katusha-Alpecin    | + 1 min 00 s     |

### 5eétape
| \| Classement de l'étape \| Classement de l'étape \| Classement de l'étape \| Classement de l'étape \| Classement de l'étape \| \| Coureur \| Coureur \| Pays \| Équipe \| Temps \| \| --------------------- \| --------------------- \| --------------------- \| --------------------- \| --------------------- \| \| 1er \| Primož Roglič \| Slovénie \| Team Jumbo-Visma \| 19 min 58 s \| \| 2e \| Victor Campenaerts \| Belgique \| Lotto-Soudal \| + 13 s \| \| 3e \| Filippo Ganna \| Italie \| Team Ineos \| + 15 s \| \| 4e \| Patrick Bevin \| Nouvelle-Zélande \| CCC Team \| + 16 s \| \| 5e \| Tony Martin \| Allemagne \| Team Jumbo-Visma \| + 16 s \| \| 6e \| Stefan Küng \| Suisse \| Groupama-FDJ \| + 22 s \| \| 7e \| Rui Costa \| Portugal \| UAE Team Emirates \| + 37 s \| \| 8e \| William Barta \| États-Unis \| CCC Team \| + 43 s \| \| 9e \| Felix Großschartner \| Autriche \| Bora-Hansgrohe \| + 44 s \| \| 10e \| Geraint Thomas \| Royaume-Uni \| Team Ineos \| + 46 s \| |                     |                  |                   |             |
| |                     |                  |                   |             |
| Source : ProCyclingStats |                     |                  |                   |             |
| Classement de l'étape |                     |                  |                   |             |
| Coureur | Coureur             | Pays             | Équipe            | Temps       |
| 1er | Primož Roglič       | Slovénie         | Team Jumbo-Visma  | 19 min 58 s |
| 2e | Victor Campenaerts  | Belgique         | Lotto-Soudal      | + 13 s      |
| 3e | Filippo Ganna       | Italie           | Team Ineos        | + 15 s      |
| 4e | Patrick Bevin       | Nouvelle-Zélande | CCC Team          | + 16 s      |
| 5e | Tony Martin         | Allemagne        | Team Jumbo-Visma  | + 16 s      |
| 6e | Stefan Küng         | Suisse           | Groupama-FDJ      | + 22 s      |
| 7e | Rui Costa           | Portugal         | UAE Team Emirates | + 37 s      |
| 8e | William Barta       | États-Unis       | CCC Team          | + 43 s      |
| 9e | Felix Großschartner | Autriche         | Bora-Hansgrohe    | + 44 s      |
| 10e | Geraint Thomas      | Royaume-Uni      | Team Ineos        | + 46 s      |

## Classements finals

### Classement général
| \| Classement général \| Classement général \| Classement général \| Classement général \| Classement général \| \| Coureur \| Coureur \| Pays \| Équipe \| Temps \| \| ------------------ \| ------------------- \| ------------------ \| ------------------ \| ------------------ \| \| 1er \| Primož Roglič \| Slovénie \| Team Jumbo-Visma \| 15 h 25 min 11 s \| \| 2e \| Rui Costa \| Portugal \| UAE Team Emirates \| + 49 s \| \| 3e \| Geraint Thomas \| Royaume-Uni \| Team Ineos \| + 1 min 12 s \| \| 4e \| Felix Großschartner \| Autriche \| Bora-Hansgrohe \| + 1 min 13 s \| \| 5e \| David Gaudu \| France \| Groupama-FDJ \| + 1 min 17 s \| \| 6e \| Steven Kruijswijk \| Pays-Bas \| Team Jumbo-Visma \| + 1 min 33 s \| \| 7e \| Emanuel Buchmann \| Allemagne \| Bora-Hansgrohe \| + 1 min 35 s \| \| 8e \| Ilnur Zakarin \| Russie \| Katusha-Alpecin \| + 2 min 00 s \| \| 9e \| Simon Špilak \| Slovénie \| Katusha-Alpecin \| + 2 min 08 s \| \| 10e \| Michael Woods \| Canada \| EF Education First \| + 2 min 18 s \| |                     |             |                    |                  |
| |                     |             |                    |                  |
| Source : ProCyclingStats |                     |             |                    |                  |
| Classement général |                     |             |                    |                  |
| Coureur | Coureur             | Pays        | Équipe             | Temps            |
| 1er | Primož Roglič       | Slovénie    | Team Jumbo-Visma   | 15 h 25 min 11 s |
| 2e | Rui Costa           | Portugal    | UAE Team Emirates  | + 49 s           |
| 3e | Geraint Thomas      | Royaume-Uni | Team Ineos         | + 1 min 12 s     |
| 4e | Felix Großschartner | Autriche    | Bora-Hansgrohe     | + 1 min 13 s     |
| 5e | David Gaudu         | France      | Groupama-FDJ       | + 1 min 17 s     |
| 6e | Steven Kruijswijk   | Pays-Bas    | Team Jumbo-Visma   | + 1 min 33 s     |
| 7e | Emanuel Buchmann    | Allemagne   | Bora-Hansgrohe     | + 1 min 35 s     |
| 8e | Ilnur Zakarin       | Russie      | Katusha-Alpecin    | + 2 min 00 s     |
| 9e | Simon Špilak        | Slovénie    | Katusha-Alpecin    | + 2 min 08 s     |
| 10e | Michael Woods       | Canada      | EF Education First | + 2 min 18 s     |

| Classement par points | Classement par points | Classement par points | Classement par points | Classement par points |
| Coureur               | Coureur               | Pays                  | Équipe                | Points                |
| --------------------- | --------------------- | --------------------- | --------------------- | --------------------- |
| 1er                   | Primož Roglič         | Slovénie              | Team Jumbo-Visma      | 155 pts               |
| 2e                    | Rui Costa             | Portugal              | UAE Team Emirates     | 105 pts               |
| 3e                    | Stefan Küng           | Suisse                | Groupama-FDJ          | 103 pts               |
| 4e                    | David Gaudu           | France                | Groupama-FDJ          | 97 pts                |
| 5e                    | Michael Woods         | Canada                | EF Education First    | 55 pts                |
| 6e                    | Felix Großschartner   | Autriche              | Bora-Hansgrohe        | 52 pts                |
| 7e                    | Claudio Imhof         | Suisse                | Suisse                | 50 pts                |
| 8e                    | Geraint Thomas        | Royaume-Uni           | Team Ineos            | 49 pts                |
| 9e                    | Emanuel Buchmann      | Allemagne             | Bora-Hansgrohe        | 44 pts                |
| 10e                   | Patrick Bevin         | Nouvelle-Zélande      | CCC Team              | 39 pts                |

| Classement par points | Classement par points | Classement par points | Classement par points | Classement par points |
| Coureur               | Coureur               | Pays                  | Équipe                | Points                |
| --------------------- | --------------------- | --------------------- | --------------------- | --------------------- |
| 1er                   | Primož Roglič         | Slovénie              | Team Jumbo-Visma      | 155 pts               |
| 2e                    | Rui Costa             | Portugal              | UAE Team Emirates     | 105 pts               |
| 3e                    | Stefan Küng           | Suisse                | Groupama-FDJ          | 103 pts               |
| 4e                    | David Gaudu           | France                | Groupama-FDJ          | 97 pts                |
| 5e                    | Michael Woods         | Canada                | EF Education First    | 55 pts                |
| 6e                    | Felix Großschartner   | Autriche              | Bora-Hansgrohe        | 52 pts                |
| 7e                    | Claudio Imhof         | Suisse                | Suisse                | 50 pts                |
| 8e                    | Geraint Thomas        | Royaume-Uni           | Team Ineos            | 49 pts                |
| 9e                    | Emanuel Buchmann      | Allemagne             | Bora-Hansgrohe        | 44 pts                |
| 10e                   | Patrick Bevin         | Nouvelle-Zélande      | CCC Team              | 39 pts                |

| Classement de la montagne | Classement de la montagne | Classement de la montagne | Classement de la montagne | Classement de la montagne |
| Coureur                   | Coureur                   | Pays                      | Équipe                    | Points                    |
| ------------------------- | ------------------------- | ------------------------- | ------------------------- | ------------------------- |
| 1er                       | Simon Pellaud             | Suisse                    | Suisse                    | 51 pts                    |
| 2e                        | Steven Kruijswijk         | Pays-Bas                  | Team Jumbo-Visma          | 24 pts                    |
| 3e                        | Diego Rosa                | Italie                    | Team Ineos                | 22 pts                    |
| 4e                        | David Gaudu               | France                    | Groupama-FDJ              | 16 pts                    |
| 5e                        | Patrick Schelling         | Suisse                    | Suisse                    | 16 pts                    |
| 6e                        | Geraint Thomas            | Royaume-Uni               | Team Ineos                | 14 pts                    |
| 7e                        | Primož Roglič             | Slovénie                  | Team Jumbo-Visma          | 12 pts                    |
| 8e                        | Stefan Küng               | Suisse                    | Groupama-FDJ              | 11 pts                    |
| 9e                        | Alexis Gougeard           | France                    | AG2R La Mondiale          | 11 pts                    |
| 10e                       | Hugh Carthy               | Royaume-Uni               | EF Education First        | 10 pts                    |

| Classement de la montagne | Classement de la montagne | Classement de la montagne | Classement de la montagne | Classement de la montagne |
| Coureur                   | Coureur                   | Pays                      | Équipe                    | Points                    |
| ------------------------- | ------------------------- | ------------------------- | ------------------------- | ------------------------- |
| 1er                       | Simon Pellaud             | Suisse                    | Suisse                    | 51 pts                    |
| 2e                        | Steven Kruijswijk         | Pays-Bas                  | Team Jumbo-Visma          | 24 pts                    |
| 3e                        | Diego Rosa                | Italie                    | Team Ineos                | 22 pts                    |
| 4e                        | David Gaudu               | France                    | Groupama-FDJ              | 16 pts                    |
| 5e                        | Patrick Schelling         | Suisse                    | Suisse                    | 16 pts                    |
| 6e                        | Geraint Thomas            | Royaume-Uni               | Team Ineos                | 14 pts                    |
| 7e                        | Primož Roglič             | Slovénie                  | Team Jumbo-Visma          | 12 pts                    |
| 8e                        | Stefan Küng               | Suisse                    | Groupama-FDJ              | 11 pts                    |
| 9e                        | Alexis Gougeard           | France                    | AG2R La Mondiale          | 11 pts                    |
| 10e                       | Hugh Carthy               | Royaume-Uni               | EF Education First        | 10 pts                    |

| Classement du meilleur jeune | Classement du meilleur jeune | Classement du meilleur jeune | Classement du meilleur jeune | Classement du meilleur jeune |
| Coureur                      | Coureur                      | Pays                         | Équipe                       | Temps                        |
| ---------------------------- | ---------------------------- | ---------------------------- | ---------------------------- | ---------------------------- |
| 1er                          | David Gaudu                  | France                       | Groupama-FDJ                 | 15 h 26 min 28 s             |
| 2e                           | James Knox                   | Royaume-Uni                  | Deceuninck-Quick Step        | + 1 min 17 s                 |
| 3e                           | Daniel Martínez              | Colombie                     | EF Education First           | + 4 min 07 s                 |
| 4e                           | Niklas Eg                    | Danemark                     | Trek-Segafredo               | + 6 min 08 s                 |
| 5e                           | Jaime Castrillo              | Espagne                      | Movistar Team                | + 13 min 36 s                |
| 6e                           | Jonas Gregaard Wilsly        | Danemark                     | Astana                       | + 15 min 31 s                |
| 7e                           | Michael Storer               | Australie                    | Team Sunweb                  | + 17 min 50 s                |
| 8e                           | Florian Stork                | Allemagne                    | Team Sunweb                  | + 26 min 00 s                |
| 9e                           | Benjamin Thomas              | France                       | Groupama-FDJ                 | + 27 min 02 s                |
| 10e                          | Jonas Vingegaard             | Danemark                     | Team Jumbo-Visma             | + 27 min 39 s                |

| Classement du meilleur jeune | Classement du meilleur jeune | Classement du meilleur jeune | Classement du meilleur jeune | Classement du meilleur jeune |
| Coureur                      | Coureur                      | Pays                         | Équipe                       | Temps                        |
| ---------------------------- | ---------------------------- | ---------------------------- | ---------------------------- | ---------------------------- |
| 1er                          | David Gaudu                  | France                       | Groupama-FDJ                 | 15 h 26 min 28 s             |
| 2e                           | James Knox                   | Royaume-Uni                  | Deceuninck-Quick Step        | + 1 min 17 s                 |
| 3e                           | Daniel Martínez              | Colombie                     | EF Education First           | + 4 min 07 s                 |
| 4e                           | Niklas Eg                    | Danemark                     | Trek-Segafredo               | + 6 min 08 s                 |
| 5e                           | Jaime Castrillo              | Espagne                      | Movistar Team                | + 13 min 36 s                |
| 6e                           | Jonas Gregaard Wilsly        | Danemark                     | Astana                       | + 15 min 31 s                |
| 7e                           | Michael Storer               | Australie                    | Team Sunweb                  | + 17 min 50 s                |
| 8e                           | Florian Stork                | Allemagne                    | Team Sunweb                  | + 26 min 00 s                |
| 9e                           | Benjamin Thomas              | France                       | Groupama-FDJ                 | + 27 min 02 s                |
| 10e                          | Jonas Vingegaard             | Danemark                     | Team Jumbo-Visma             | + 27 min 39 s                |

| Classement par équipes | Classement par équipes | Classement par équipes | Classement par équipes |
| Équipe                 | Équipe                 | Pays                   | Temps                  |
| ---------------------- | ---------------------- | ---------------------- | ---------------------- |
| 1re                    | EF Education First     | États-Unis             | 46 h 23 min 17 s       |
| 2e                     | Movistar Team          | Espagne                | + 43 s                 |
| 3e                     | CCC Team               | Pologne                | + 4 min 38 s           |
| 4e                     | Groupama-FDJ           | France                 | + 6 min 14 s           |
| 5e                     | Team Jumbo-Visma       | Pays-Bas               | + 6 min 52 s           |
| 6e                     | Astana                 | Kazakhstan             | + 8 min 13 s           |
| 7e                     | AG2R La Mondiale       | France                 | + 8 min 57 s           |
| 8e                     | Trek-Segafredo         | États-Unis             | + 10 min 12 s          |
| 9e                     | Ineos                  | Royaume-Uni            | + 11 min 54 s          |
| 10e                    | UAE Team Emirates      | Émirats arabes unis    | + 12 min 45 s          |

| Classement par équipes | Classement par équipes | Classement par équipes | Classement par équipes |
| Équipe                 | Équipe                 | Pays                   | Temps                  |
| ---------------------- | ---------------------- | ---------------------- | ---------------------- |
| 1re                    | EF Education First     | États-Unis             | 46 h 23 min 17 s       |
| 2e                     | Movistar Team          | Espagne                | + 43 s                 |
| 3e                     | CCC Team               | Pologne                | + 4 min 38 s           |
| 4e                     | Groupama-FDJ           | France                 | + 6 min 14 s           |
| 5e                     | Team Jumbo-Visma       | Pays-Bas               | + 6 min 52 s           |
| 6e                     | Astana                 | Kazakhstan             | + 8 min 13 s           |
| 7e                     | AG2R La Mondiale       | France                 | + 8 min 57 s           |
| 8e                     | Trek-Segafredo         | États-Unis             | + 10 min 12 s          |
| 9e                     | Ineos                  | Royaume-Uni            | + 11 min 54 s          |
| 10e                    | UAE Team Emirates      | Émirats arabes unis    | + 12 min 45 s          |

## Classements UCI
La course attribue des points au Classement mondial UCI 2019 selon le barème suivant.
| Position           | 1er | 2e  | 3e  | 4e  | 5e  | 6e  | 7e  | 8e  | 9e  | 10e | 11e | 12e | 13e | 14e | 15e | 16e à 20e | 21e à 30e | 31e à 50e | 51e à 55e | 56e à 60e |
| Classement général | 500 | 400 | 325 | 275 | 225 | 175 | 150 | 125 | 100 | 80  | 70  | 60  | 50  | 40  | 35  | 30        | 20        | 10        | 5         | 3         |
| Par étapes         | 60  | 25  | 10  |     |     |     |     |     |     |     |     |     |     |     |     |           |           |           |           |           |
| Leader             | 10  |     |     |     |     |     |     |     |     |     |     |     |     |     |     |           |           |           |           |           |

## Évolution des classements
| Étape              | Vainqueur          | Classement général | Classement par points | Classement de la montagne | Classement du meilleur jeune | Prix de la combativité | Classement par équipes |
| ------------------ | ------------------ | ------------------ | --------------------- | ------------------------- | ---------------------------- | ---------------------- | ---------------------- |
| P                  | Jan Tratnik        | Jan Tratnik        | Jan Tratnik           | non-décerné               | Benjamin Thomas              | non-décerné            | Jumbo-Visma            |
| 1                  | Primož Roglič      | Primož Roglič      | Primož Roglič         | Simon Pellaud             | David Gaudu                  | Simon Pellaud          | Movistar               |
| 2                  | Stefan Küng        | Primož Roglič      | Stefan Küng           | Simon Pellaud             | David Gaudu                  | Stefan Küng            | Movistar               |
| 3                  | David Gaudu        | Primož Roglič      | Primož Roglič         | Simon Pellaud             | David Gaudu                  | Roland Thalmann        | Movistar               |
| 4                  | Primož Roglič      | Primož Roglič      | Primož Roglič         | Simon Pellaud             | David Gaudu                  | Simon Pellaud          | Education First        |
| 5                  | Primož Roglič      | Primož Roglič      | Primož Roglič         | Simon Pellaud             | David Gaudu                  | non-décerné            | Education First        |
| Classements finals | Classements finals | Primož Roglič      | Primož Roglič         | Simon Pellaud             | David Gaudu                  | Simon Pellaud          | Education First        |

## Liste des participants
- Liste de départ complète

| Team Jumbo-Visma TJV | Team Jumbo-Visma TJV    | Team Jumbo-Visma TJV |
| -------------------- | ----------------------- | -------------------- |
| Num                  | Coureur                 | Pos                  |
| 1                    | Steven Kruijswijk (NED) | 6e                   |
| 2                    | Lennard Hofstede (NED)  | 68e                  |
| 3                    | Tony Martin (GER)       | 80e                  |
| 4                    | Neilson Powless (USA)   | AB-4                 |
| 5                    | Primož Roglič (SLO)     | 1er                  |
| 6                    | Jos van Emden (NED)     | NP-4                 |
| 7                    | Jonas Vingegaard (DEN)  | 72e                  |

| Team Ineos INS | Team Ineos INS                | Team Ineos INS |
| -------------- | ----------------------------- | -------------- |
| Num            | Coureur                       | Pos            |
| 11             | Geraint Thomas (GBR) (chrono) | 3e             |
| 12             | Kenny Elissonde (FRA)         | 58e            |
| 13             | Filippo Ganna (ITA)           | 84e            |
| 14             | Vasil Kiryienka (BLR)         | 89e            |
| 15             | Diego Rosa (ITA)              | 59e            |
| 16             | Ben Swift (GBR)               | 60e            |
| 17             | Dylan van Baarle (NED)        | 32e            |

| Trek-Segafredo TFS | Trek-Segafredo TFS       | Trek-Segafredo TFS |
| ------------------ | ------------------------ | ------------------ |
| Num                | Coureur                  | Pos                |
| 21                 | Gianluca Brambilla (ITA) | 27e                |
| 22                 | Julien Bernard (FRA)     | 24e                |
| 23                 | William Clarke (AUS)     | 108e               |
| 24                 | Niklas Eg (DEN)          | 30e                |
| 25                 | Markel Irizar (ESP)      | 95e                |
| 26                 | Matteo Moschetti (ITA)   | 109e               |
| 27                 | Ryan Mullen (IRL)        | 107e               |

| AG2R La Mondiale ALM | AG2R La Mondiale ALM     | AG2R La Mondiale ALM |
| -------------------- | ------------------------ | -------------------- |
| Num                  | Coureur                  | Pos                  |
| 31                   | Mathias Frank (SUI)      | 12e                  |
| 32                   | Clément Chevrier (FRA)   | 44e                  |
| 33                   | Nico Denz (GER)          | 79e                  |
| 34                   | Silvan Dillier (SUI)     | 85e                  |
| 35                   | Gediminas Bagdonas (LTU) | 101e                 |
| 36                   | Alexis Gougeard (FRA)    | 63e                  |
| 37                   | Nans Peters (FRA)        | 23e                  |

| Deceuninck-Quick Step DQT | Deceuninck-Quick Step DQT  | Deceuninck-Quick Step DQT |
| ------------------------- | -------------------------- | ------------------------- |
| Num                       | Coureur                    | Pos                       |
| 41                        | Elia Viviani (ITA) (route) | NP-3                      |
| 42                        | Eros Capecchi (ITA)        | NP-4                      |
| 43                        | Remco Evenepoel (BEL)      | 76e                       |
| 44                        | James Knox (GBR)           | 14e                       |
| 45                        | Davide Martinelli (ITA)    | 110e                      |
| 46                        | Fabio Sabatini (ITA)       | NP-4                      |
| 47                        | Florian Sénéchal (FRA)     | NP-4                      |

| Groupama-FDJ GFC | Groupama-FDJ GFC            | Groupama-FDJ GFC |
| ---------------- | --------------------------- | ---------------- |
| Num              | Coureur                     | Pos              |
| 51               | Stefan Küng (SUI) (chrono)  | 56e              |
| 52               | William Bonnet (FRA)        | 93e              |
| 53               | Kilian Frankiny (SUI)       | 42e              |
| 54               | David Gaudu (FRA)           | 5e               |
| 55               | Sébastien Reichenbach (SUI) | 21e              |
| 56               | Benjamin Thomas (FRA)       | 70e              |
| 57               | Léo Vincent (FRA)           | NP-3             |

| Astana AST | Astana AST                     | Astana AST |
| ---------- | ------------------------------ | ---------- |
| Num        | Coureur                        | Pos        |
| 61         | Merhawi Kudus (ERI) (route)    | 26e        |
| 62         | Rodrigo Contreras (COL)        | NP-3       |
| 63         | Daniil Fominykh (KAZ) (chrono) | 102e       |
| 64         | Jonas Gregaard Wilsly (DEN)    | 51e        |
| 65         | Jan Hirt (CZE)                 | NP-4       |
| 66         | Nikita Stalnow (KAZ)           | 99e        |
| 67         | Davide Villella (ITA)          | NP-4       |

| Bora-Hansgrohe BOH | Bora-Hansgrohe BOH        | Bora-Hansgrohe BOH |
| ------------------ | ------------------------- | ------------------ |
| Num                | Coureur                   | Pos                |
| 71                 | Emanuel Buchmann (GER)    | 7e                 |
| 72                 | Shane Archbold (NZL)      | 104e               |
| 73                 | Erik Baška (SVK)          | 111e               |
| 74                 | Sam Bennett (IRL)         | AB-3               |
| 75                 | Maciej Bodnar (POL)       | 100e               |
| 76                 | Felix Großschartner (AUT) | 4e                 |
| 77                 | Christoph Pfingsten (GER) | 94e                |

| Team Sunweb SUN | Team Sunweb SUN              | Team Sunweb SUN |
| --------------- | ---------------------------- | --------------- |
| Num             | Coureur                      | Pos             |
| 81              | Nicolas Roche (IRL)          | 36e             |
| 82              | Johannes Fröhlinger (GER)    | 90e             |
| 83              | Chad Haga (USA)              | AB-4            |
| 84              | Lennard Kämna (GER)          | 86e             |
| 85              | Asbjørn Kragh Andersen (DEN) | AB-3            |
| 86              | Michael Storer (AUS)         | 55e             |
| 87              | Florian Stork (GER)          | 67e             |

| UAE Team Emirates UAD | UAE Team Emirates UAD       | UAE Team Emirates UAD |
| --------------------- | --------------------------- | --------------------- |
| Num                   | Coureur                     | Pos                   |
| 91                    | Rui Costa (POR)             | 2e                    |
| 92                    | Tom Bohli (SUI)             | 98e                   |
| 93                    | Simone Consonni (ITA)       | 97e                   |
| 94                    | Manuele Mori (ITA)          | AB-3                  |
| 95                    | Simone Petilli (ITA)        | 38e                   |
| 96                    | Edward Ravasi (ITA)         | 40e                   |
| 97                    | Aleksandr Riabushenko (BLR) | 106e                  |

| Mitchelton-Scott MTS | Mitchelton-Scott MTS   | Mitchelton-Scott MTS |
| -------------------- | ---------------------- | -------------------- |
| Num                  | Coureur                | Pos                  |
| 101                  | Damien Howson (AUS)    | 19e                  |
| 102                  | Michael Albasini (SUI) | 78e                  |
| 103                  | Sam Bewley (NZL)       | NP                   |
| 104                  | Tsgabu Grmay (ETH)     | 46e                  |
| 105                  | Cameron Meyer (AUS)    | 57e                  |
| 106                  | Callum Scotson (AUS)   | 92e                  |
| 107                  | Dion Smith (NZL)       | NP-2                 |

| Bahrain-Merida TBM | Bahrain-Merida TBM         | Bahrain-Merida TBM |
| ------------------ | -------------------------- | ------------------ |
| Num                | Coureur                    | Pos                |
| 111                | Sonny Colbrelli (ITA)      | 52e                |
| 112                | Feng Chun-kai (TPE)        | AB-3               |
| 113                | Hermann Pernsteiner (AUT)  | 35e                |
| 114                | Luka Pibernik (SLO)        | 91e                |
| 115                | Jan Tratnik (SLO) (chrono) | 88e                |
| 116                | Wang Meiyin (CHN)          | 105e               |
| 117                | Stephen Williams (GBR)     | NP-3               |

| Movistar Team MOV | Movistar Team MOV       | Movistar Team MOV |
| ----------------- | ----------------------- | ----------------- |
| Num               | Coureur                 | Pos               |
| 121               | Andrey Amador (CRC)     | NP-3              |
| 122               | Winner Anacona (COL)    | 20e               |
| 123               | Jorge Arcas (ESP)       | 71e               |
| 124               | Carlos Betancur (COL)   | 11e               |
| 125               | Jaime Castrillo (ESP)   | 49e               |
| 126               | Eduard Prades (ESP)     | 62e               |
| 127               | Eduardo Sepúlveda (ARG) | 13e               |

| EF Education First EF1 | EF Education First EF1 | EF Education First EF1 |
| ---------------------- | ---------------------- | ---------------------- |
| Num                    | Coureur                | Pos                    |
| 131                    | Nathan Brown (USA)     | NP-3                   |
| 132                    | Jonathan Caicedo (ECU) | 48e                    |
| 133                    | Hugh Carthy (GBR)      | 28e                    |
| 134                    | Joe Dombrowski (USA)   | 33e                    |
| 135                    | Tanel Kangert (EST)    | 17e                    |
| 136                    | Daniel Martínez (COL)  | 25e                    |
| 137                    | Michael Woods (CAN)    | 10e                    |

| Lotto-Soudal LTS | Lotto-Soudal LTS                  | Lotto-Soudal LTS |
| ---------------- | --------------------------------- | ---------------- |
| Num              | Coureur                           | Pos              |
| 141              | Victor Campenaerts (BEL) (chrono) | 83e              |
| 142              | Sander Armée (BEL)                | 75e              |
| 143              | Adam Blythe (GBR)                 | AB-2             |
| 144              | Thomas De Gendt (BEL)             | 29e              |
| 145              | Carl Fredrik Hagen (NOR)          | 15e              |
| 146              | Rasmus Byriel (DEN)               | 112e             |
| 147              | Harm Vanhoucke (BEL)              | 87e              |

| CCC Team CPT | CCC Team CPT                 | CCC Team CPT |
| ------------ | ---------------------------- | ------------ |
| Num          | Coureur                      | Pos          |
| 151          | Patrick Bevin (NZL)          | 37e          |
| 152          | William Barta (USA)          | 82e          |
| 153          | Jakub Mareczko (ITA)         | AB-2         |
| 154          | Łukasz Owsian (POL)          | 50e          |
| 155          | Joey Rosskopf (USA) (chrono) | 22e          |
| 156          | Francisco Ventoso (ESP)      | 74e          |
| 157          | Riccardo Zoidl (AUT)         | 16e          |

| Katusha-Alpecin TKA | Katusha-Alpecin TKA          | Katusha-Alpecin TKA |
| ------------------- | ---------------------------- | ------------------- |
| Num                 | Coureur                      | Pos                 |
| 161                 | Simon Špilak (SLO)           | 9e                  |
| 162                 | Alex Dowsett (GBR)           | AB-2                |
| 163                 | Pavel Kochetkov (RUS)        | 73e                 |
| 164                 | Viatcheslav Kouznetsov (RUS) | 81e                 |
| 165                 | Mads Würtz Schmidt (DEN)     | NP-2                |
| 166                 | Dmitri Strakhov (RUS)        | 77e                 |
| 167                 | Ilnur Zakarin (RUS)          | 8e                  |

| Dimension Data TDD | Dimension Data TDD               | Dimension Data TDD |
| ------------------ | -------------------------------- | ------------------ |
| Num                | Coureur                          | Pos                |
| 171                | Giacomo Nizzolo (ITA)            | NP-3               |
| 172                | Jacques Janse van Rensburg (RSA) | NP-1               |
| 173                | Gino Mäder (SUI)                 | NP-1               |
| 174                | Louis Meintjes (RSA)             | 34e                |
| 175                | Jay Robert Thomson (RSA)         | 103e               |
| 176                | Jacobus Venter (RSA)             | 96e                |
| 177                | Danilo Wyss (SUI)                | 43e                |

| Wanty-Gobert WGG | Wanty-Gobert WGG           | Wanty-Gobert WGG |
| ---------------- | -------------------------- | ---------------- |
| Num              | Coureur                    | Pos              |
| 181              | Guillaume Martin (FRA)     | 18e              |
| 182              | Frederik Backaert (BEL)    | 65e              |
| 183              | Aimé De Gendt (BEL)        | 64e              |
| 184              | Thomas Degand (BEL)        | 39e              |
| 185              | Odd Christian Eiking (NOR) | 66e              |
| 186              | Xandro Meurisse (BEL)      | 53e              |
| 187              | Andrea Pasqualon (ITA)     | 61e              |

| Suisse SUI | Suisse SUI        | Suisse SUI |
| ---------- | ----------------- | ---------- |
| Num        | Coureur           | Pos        |
| 191        | Roland Thalmann   | 47e        |
| 192        | Matteo Badilatti  | 31e        |
| 193        | Mathias Flückiger | 45e        |
| 194        | Claudio Imhof     | 69e        |
| 195        | Patrick Müller    | AB-4       |
| 196        | Simon Pellaud     | 41e        |
| 197        | Patrick Schelling | 54e        |

| Team Jumbo-Visma TJV | Team Jumbo-Visma TJV    | Team Jumbo-Visma TJV |
| -------------------- | ----------------------- | -------------------- |
| Num                  | Coureur                 | Pos                  |
| 1                    | Steven Kruijswijk (NED) | 6e                   |
| 2                    | Lennard Hofstede (NED)  | 68e                  |
| 3                    | Tony Martin (GER)       | 80e                  |
| 4                    | Neilson Powless (USA)   | AB-4                 |
| 5                    | Primož Roglič (SLO)     | 1er                  |
| 6                    | Jos van Emden (NED)     | NP-4                 |
| 7                    | Jonas Vingegaard (DEN)  | 72e                  |

| Team Ineos INS | Team Ineos INS                | Team Ineos INS |
| -------------- | ----------------------------- | -------------- |
| Num            | Coureur                       | Pos            |
| 11             | Geraint Thomas (GBR) (chrono) | 3e             |
| 12             | Kenny Elissonde (FRA)         | 58e            |
| 13             | Filippo Ganna (ITA)           | 84e            |
| 14             | Vasil Kiryienka (BLR)         | 89e            |
| 15             | Diego Rosa (ITA)              | 59e            |
| 16             | Ben Swift (GBR)               | 60e            |
| 17             | Dylan van Baarle (NED)        | 32e            |

| Trek-Segafredo TFS | Trek-Segafredo TFS       | Trek-Segafredo TFS |
| ------------------ | ------------------------ | ------------------ |
| Num                | Coureur                  | Pos                |
| 21                 | Gianluca Brambilla (ITA) | 27e                |
| 22                 | Julien Bernard (FRA)     | 24e                |
| 23                 | William Clarke (AUS)     | 108e               |
| 24                 | Niklas Eg (DEN)          | 30e                |
| 25                 | Markel Irizar (ESP)      | 95e                |
| 26                 | Matteo Moschetti (ITA)   | 109e               |
| 27                 | Ryan Mullen (IRL)        | 107e               |

| AG2R La Mondiale ALM | AG2R La Mondiale ALM     | AG2R La Mondiale ALM |
| -------------------- | ------------------------ | -------------------- |
| Num                  | Coureur                  | Pos                  |
| 31                   | Mathias Frank (SUI)      | 12e                  |
| 32                   | Clément Chevrier (FRA)   | 44e                  |
| 33                   | Nico Denz (GER)          | 79e                  |
| 34                   | Silvan Dillier (SUI)     | 85e                  |
| 35                   | Gediminas Bagdonas (LTU) | 101e                 |
| 36                   | Alexis Gougeard (FRA)    | 63e                  |
| 37                   | Nans Peters (FRA)        | 23e                  |

| Deceuninck-Quick Step DQT | Deceuninck-Quick Step DQT  | Deceuninck-Quick Step DQT |
| ------------------------- | -------------------------- | ------------------------- |
| Num                       | Coureur                    | Pos                       |
| 41                        | Elia Viviani (ITA) (route) | NP-3                      |
| 42                        | Eros Capecchi (ITA)        | NP-4                      |
| 43                        | Remco Evenepoel (BEL)      | 76e                       |
| 44                        | James Knox (GBR)           | 14e                       |
| 45                        | Davide Martinelli (ITA)    | 110e                      |
| 46                        | Fabio Sabatini (ITA)       | NP-4                      |
| 47                        | Florian Sénéchal (FRA)     | NP-4                      |

| Groupama-FDJ GFC | Groupama-FDJ GFC            | Groupama-FDJ GFC |
| ---------------- | --------------------------- | ---------------- |
| Num              | Coureur                     | Pos              |
| 51               | Stefan Küng (SUI) (chrono)  | 56e              |
| 52               | William Bonnet (FRA)        | 93e              |
| 53               | Kilian Frankiny (SUI)       | 42e              |
| 54               | David Gaudu (FRA)           | 5e               |
| 55               | Sébastien Reichenbach (SUI) | 21e              |
| 56               | Benjamin Thomas (FRA)       | 70e              |
| 57               | Léo Vincent (FRA)           | NP-3             |

| Astana AST | Astana AST                     | Astana AST |
| ---------- | ------------------------------ | ---------- |
| Num        | Coureur                        | Pos        |
| 61         | Merhawi Kudus (ERI) (route)    | 26e        |
| 62         | Rodrigo Contreras (COL)        | NP-3       |
| 63         | Daniil Fominykh (KAZ) (chrono) | 102e       |
| 64         | Jonas Gregaard Wilsly (DEN)    | 51e        |
| 65         | Jan Hirt (CZE)                 | NP-4       |
| 66         | Nikita Stalnow (KAZ)           | 99e        |
| 67         | Davide Villella (ITA)          | NP-4       |

| Bora-Hansgrohe BOH | Bora-Hansgrohe BOH        | Bora-Hansgrohe BOH |
| ------------------ | ------------------------- | ------------------ |
| Num                | Coureur                   | Pos                |
| 71                 | Emanuel Buchmann (GER)    | 7e                 |
| 72                 | Shane Archbold (NZL)      | 104e               |
| 73                 | Erik Baška (SVK)          | 111e               |
| 74                 | Sam Bennett (IRL)         | AB-3               |
| 75                 | Maciej Bodnar (POL)       | 100e               |
| 76                 | Felix Großschartner (AUT) | 4e                 |
| 77                 | Christoph Pfingsten (GER) | 94e                |

| Team Sunweb SUN | Team Sunweb SUN              | Team Sunweb SUN |
| --------------- | ---------------------------- | --------------- |
| Num             | Coureur                      | Pos             |
| 81              | Nicolas Roche (IRL)          | 36e             |
| 82              | Johannes Fröhlinger (GER)    | 90e             |
| 83              | Chad Haga (USA)              | AB-4            |
| 84              | Lennard Kämna (GER)          | 86e             |
| 85              | Asbjørn Kragh Andersen (DEN) | AB-3            |
| 86              | Michael Storer (AUS)         | 55e             |
| 87              | Florian Stork (GER)          | 67e             |

| UAE Team Emirates UAD | UAE Team Emirates UAD       | UAE Team Emirates UAD |
| --------------------- | --------------------------- | --------------------- |
| Num                   | Coureur                     | Pos                   |
| 91                    | Rui Costa (POR)             | 2e                    |
| 92                    | Tom Bohli (SUI)             | 98e                   |
| 93                    | Simone Consonni (ITA)       | 97e                   |
| 94                    | Manuele Mori (ITA)          | AB-3                  |
| 95                    | Simone Petilli (ITA)        | 38e                   |
| 96                    | Edward Ravasi (ITA)         | 40e                   |
| 97                    | Aleksandr Riabushenko (BLR) | 106e                  |

| Mitchelton-Scott MTS | Mitchelton-Scott MTS   | Mitchelton-Scott MTS |
| -------------------- | ---------------------- | -------------------- |
| Num                  | Coureur                | Pos                  |
| 101                  | Damien Howson (AUS)    | 19e                  |
| 102                  | Michael Albasini (SUI) | 78e                  |
| 103                  | Sam Bewley (NZL)       | NP                   |
| 104                  | Tsgabu Grmay (ETH)     | 46e                  |
| 105                  | Cameron Meyer (AUS)    | 57e                  |
| 106                  | Callum Scotson (AUS)   | 92e                  |
| 107                  | Dion Smith (NZL)       | NP-2                 |

| Bahrain-Merida TBM | Bahrain-Merida TBM         | Bahrain-Merida TBM |
| ------------------ | -------------------------- | ------------------ |
| Num                | Coureur                    | Pos                |
| 111                | Sonny Colbrelli (ITA)      | 52e                |
| 112                | Feng Chun-kai (TPE)        | AB-3               |
| 113                | Hermann Pernsteiner (AUT)  | 35e                |
| 114                | Luka Pibernik (SLO)        | 91e                |
| 115                | Jan Tratnik (SLO) (chrono) | 88e                |
| 116                | Wang Meiyin (CHN)          | 105e               |
| 117                | Stephen Williams (GBR)     | NP-3               |

| Movistar Team MOV | Movistar Team MOV       | Movistar Team MOV |
| ----------------- | ----------------------- | ----------------- |
| Num               | Coureur                 | Pos               |
| 121               | Andrey Amador (CRC)     | NP-3              |
| 122               | Winner Anacona (COL)    | 20e               |
| 123               | Jorge Arcas (ESP)       | 71e               |
| 124               | Carlos Betancur (COL)   | 11e               |
| 125               | Jaime Castrillo (ESP)   | 49e               |
| 126               | Eduard Prades (ESP)     | 62e               |
| 127               | Eduardo Sepúlveda (ARG) | 13e               |

| EF Education First EF1 | EF Education First EF1 | EF Education First EF1 |
| ---------------------- | ---------------------- | ---------------------- |
| Num                    | Coureur                | Pos                    |
| 131                    | Nathan Brown (USA)     | NP-3                   |
| 132                    | Jonathan Caicedo (ECU) | 48e                    |
| 133                    | Hugh Carthy (GBR)      | 28e                    |
| 134                    | Joe Dombrowski (USA)   | 33e                    |
| 135                    | Tanel Kangert (EST)    | 17e                    |
| 136                    | Daniel Martínez (COL)  | 25e                    |
| 137                    | Michael Woods (CAN)    | 10e                    |

| Lotto-Soudal LTS | Lotto-Soudal LTS                  | Lotto-Soudal LTS |
| ---------------- | --------------------------------- | ---------------- |
| Num              | Coureur                           | Pos              |
| 141              | Victor Campenaerts (BEL) (chrono) | 83e              |
| 142              | Sander Armée (BEL)                | 75e              |
| 143              | Adam Blythe (GBR)                 | AB-2             |
| 144              | Thomas De Gendt (BEL)             | 29e              |
| 145              | Carl Fredrik Hagen (NOR)          | 15e              |
| 146              | Rasmus Byriel (DEN)               | 112e             |
| 147              | Harm Vanhoucke (BEL)              | 87e              |

| CCC Team CPT | CCC Team CPT                 | CCC Team CPT |
| ------------ | ---------------------------- | ------------ |
| Num          | Coureur                      | Pos          |
| 151          | Patrick Bevin (NZL)          | 37e          |
| 152          | William Barta (USA)          | 82e          |
| 153          | Jakub Mareczko (ITA)         | AB-2         |
| 154          | Łukasz Owsian (POL)          | 50e          |
| 155          | Joey Rosskopf (USA) (chrono) | 22e          |
| 156          | Francisco Ventoso (ESP)      | 74e          |
| 157          | Riccardo Zoidl (AUT)         | 16e          |

| Katusha-Alpecin TKA | Katusha-Alpecin TKA          | Katusha-Alpecin TKA |
| ------------------- | ---------------------------- | ------------------- |
| Num                 | Coureur                      | Pos                 |
| 161                 | Simon Špilak (SLO)           | 9e                  |
| 162                 | Alex Dowsett (GBR)           | AB-2                |
| 163                 | Pavel Kochetkov (RUS)        | 73e                 |
| 164                 | Viatcheslav Kouznetsov (RUS) | 81e                 |
| 165                 | Mads Würtz Schmidt (DEN)     | NP-2                |
| 166                 | Dmitri Strakhov (RUS)        | 77e                 |
| 167                 | Ilnur Zakarin (RUS)          | 8e                  |

| Dimension Data TDD | Dimension Data TDD               | Dimension Data TDD |
| ------------------ | -------------------------------- | ------------------ |
| Num                | Coureur                          | Pos                |
| 171                | Giacomo Nizzolo (ITA)            | NP-3               |
| 172                | Jacques Janse van Rensburg (RSA) | NP-1               |
| 173                | Gino Mäder (SUI)                 | NP-1               |
| 174                | Louis Meintjes (RSA)             | 34e                |
| 175                | Jay Robert Thomson (RSA)         | 103e               |
| 176                | Jacobus Venter (RSA)             | 96e                |
| 177                | Danilo Wyss (SUI)                | 43e                |

| Wanty-Gobert WGG | Wanty-Gobert WGG           | Wanty-Gobert WGG |
| ---------------- | -------------------------- | ---------------- |
| Num              | Coureur                    | Pos              |
| 181              | Guillaume Martin (FRA)     | 18e              |
| 182              | Frederik Backaert (BEL)    | 65e              |
| 183              | Aimé De Gendt (BEL)        | 64e              |
| 184              | Thomas Degand (BEL)        | 39e              |
| 185              | Odd Christian Eiking (NOR) | 66e              |
| 186              | Xandro Meurisse (BEL)      | 53e              |
| 187              | Andrea Pasqualon (ITA)     | 61e              |

| Suisse SUI | Suisse SUI        | Suisse SUI |
| ---------- | ----------------- | ---------- |
| Num        | Coureur           | Pos        |
| 191        | Roland Thalmann   | 47e        |
| 192        | Matteo Badilatti  | 31e        |
| 193        | Mathias Flückiger | 45e        |
| 194        | Claudio Imhof     | 69e        |
| 195        | Patrick Müller    | AB-4       |
| 196        | Simon Pellaud     | 41e        |
| 197        | Patrick Schelling | 54e        |